# Matița, Prahova
Matița (mai vechi, Ochișoru) este un sat în comuna Păcureți din județul Prahova, Muntenia, România.
Așezarea a fost atestată documentar în 1521.
Localitatea a avut rang de comună, din 1931, desființată în 1968.